# Carlos de Hesse-Philippsthal
O príncipe Carlos de Hesse-Philippsthal (6 de Novembro de 1757 - 2 de Janeiro de 1793) foi o filho mais velho de Guilherme, Conde de Hesse-Philippsthal e da princesa Ulrica Leonor de Hesse-Philippsthal-Barchfeld. Tornou-se herdeiro do trono de Hesse-Philippsthal em 1770, mas nunca chegou a suceder porque morreu dezassete anos antes do pai.

## Biografia
O príncipe Carlos tornou-se no primeiro capitão holandês do regimento Oranien-Geldern e, a partir de 1774, tornou-se no primeiro capitão do regimento de fuzileiros prussianos, comandados pelo príncipe Adolfo Carlos de Hesse-Philippsthal-Barchfeld. Acabaria por deixar o exército prussiano em Dezembro de 1780, quando se tornou tenente da Guarda de Hesse-Cassel. Em 1787 foi nomeado coronel do 3.º Regimento da Guarda e, em 1789, comandante do batalhão de granadeiros.
Carlos era cavaleiro da Ordem do Leão Dourado da Casa de Nassau e, em 1784, foi condecorado com a Cruz de Mérito Militar de Hesse.
A 2 de Dezembro de 1792, durante a batalha pela libertação da cidade de Frankfurt das tropas revolucionárias francesas, Carlos ficou gravemente ferido e acabaria por morrer um mês depois, a 2 de Janeiro de 1793, quando tinha trinta-e-cinco anos de idade. A sua única filha, a princesa Carolina de Hesse-Philippsthal nasceu pouco mais de um mês depois, a 10 de Fevereiro.

## Casamento e descendência
Carlos casou-se a 24 de Junho de 1791 com a princesa Vitória de Anhalt-Bernburg-Schaumburg-Hoym, filha do príncipe Francisco Adolfo de Anhalt-Bernburg-Schaumburg-Hoym. Juntos, tiveram uma filha:
1. Carolina de Hesse-Philippsthal (10 de Fevereiro de 1793 - 9 de Fevereiro de 1869), casada com o seu tio Ernesto Constantino, Conde de Hesse-Philippsthal; com descendência.

## Genealogia
| Carlos de Hesse-Philippsthal | Pai: Guilherme, Conde de Hesse-Philippsthal        | Avô paterno: Carlos I, Conde de Hesse-Philippsthal                  | Bisavô paterno: Filipe, Conde de Hesse-Philippsthal        |
| Carlos de Hesse-Philippsthal | Pai: Guilherme, Conde de Hesse-Philippsthal        | Avô paterno: Carlos I, Conde de Hesse-Philippsthal                  | Bisavó paterna: Catarina de Solms-Laubach                  |
| Carlos de Hesse-Philippsthal | Pai: Guilherme, Conde de Hesse-Philippsthal        | Avó paterna: Carolina Cristina de Saxe-Eisenach                     | Bisavô paterno: João Guilherme III, Duque de Saxe-Eisenach |
| Carlos de Hesse-Philippsthal | Pai: Guilherme, Conde de Hesse-Philippsthal        | Avó paterna: Carolina Cristina de Saxe-Eisenach                     | Bisavó paterna: Cristina Juliana de Baden-Durlach          |
| Carlos de Hesse-Philippsthal | Mãe: Ulrica Leonor de Hesse-Philippsthal-Barchfeld | Avô materno: Guilherme, Conde de Hesse-Philippsthal-Barchfeld       | Bisavô materno: Filipe, Conde de Hesse-Philippsthal        |
| Carlos de Hesse-Philippsthal | Mãe: Ulrica Leonor de Hesse-Philippsthal-Barchfeld | Avô materno: Guilherme, Conde de Hesse-Philippsthal-Barchfeld       | Bisavó materna: Catarina de Solms-Laubach                  |
| Carlos de Hesse-Philippsthal | Mãe: Ulrica Leonor de Hesse-Philippsthal-Barchfeld | Avó materna: Carlota Guilhermina de Anhalt-Bernburg-Schaumburg-Hoym | Bisavô materno: Lebrecht, Príncipe de Anhalt-Zeitz-Hoym    |
| Carlos de Hesse-Philippsthal | Mãe: Ulrica Leonor de Hesse-Philippsthal-Barchfeld | Avó materna: Carlota Guilhermina de Anhalt-Bernburg-Schaumburg-Hoym | Bisavó materna: Everaldina de Weede                        |